# 元略
元 略（げん りゃく、486年 - 528年）は、北魏の皇族。東平文貞王。字は儁興。

## 経歴
中山王元英の四男として生まれた。才気で次兄の元熙に劣るものの、温和なことで知られた。員外郎から羽林監・通直散騎常侍・冠軍将軍・給事黄門侍郎に累進した。
520年（正光元年）、元叉が清河王元懌を殺害して権力を掌握すると、元略は懐朔鎮副将に左遷されることとなった。赴任する前に、兄の元熙が起兵して敗死したため、元略は逃亡して旧知の司馬始賓のもとに身を寄せた。司馬始賓は荻筏を作らせ、夜間に元略を盟津から黄河を渡らせ、上党郡屯留県の栗法光のもとを訪れさせた。栗法光はもとより信義に厚く、元略をかくまった。元略の旧知の刁双が西河郡太守となると、元略は刁双のもとを頼った。年を経て、刁双の甥の刁昌とともに江南の南朝梁に亡命した。南朝梁の武帝の礼遇を受け、中山王に封じられ、宣城郡太守に任じられた。
525年（孝昌元年）1月、北魏の徐州刺史の元法僧が南朝梁に降ると、南朝梁の武帝は元略を大都督に任じて彭城に赴かせ、元法僧の応接にあたらせることとした。元略は彭城の南で北魏の安楽王元鑑に敗れ、数十騎に討ち減らされて彭城に入った。武帝が豫章王蕭綜を徐州に駐屯させると、元略は元法僧とともに建康に呼び戻された。元略は江南にあっても、北魏の朝難を思って、涙を落とすことも少なくなかった。元法僧の性格を嫌って、元法僧と会話するときは笑いを見せることもなかった。元略は南朝梁の衡州刺史に任じられたが、赴任しなかった。6月、蕭綜が北魏に降伏すると、蕭綜の長史の江革や司馬の祖暅（祖沖之の子）や将士5000人は北魏の捕虜となった。526年（孝昌2年）、北魏の孝明帝は江革らを江南に帰す代わりに、元略を北魏に帰国させる交渉をおこない、武帝はこれを受け入れて元略を帰国させた。
5月、元略が洛陽に入ると、孝明帝の慰労を受け、侍中に任じられ、義陽王に封じられた。6月、東平王に改封され、車騎大将軍・左光禄大夫・儀同三司・領左衛将軍に任を受けた。まもなく驃騎大将軍・国子祭酒に転じ、さらに尚書令に上った。霊太后の信任を受けて、元徽と対等の扱いを受けた。当時の北魏の政界は多難であり、元略は保身につとめて、他者を裨益する方策を持たなかった。
爾朱栄は元略の姉の夫であったが、元略の粗忽な性格を嫌っていた。元略が鄭儼や徐紇らの仲間であったことも、関係をより険悪化させた。528年（建義元年）4月、爾朱栄が上洛し、河陰の変が起こると、元略は殺害された。享年は43。本官に加えて太保・司空・徐州刺史の位を追贈された。諡は文貞といった。
子の元景式が爵位を嗣ぎ、東魏の武定年間に北広平郡太守となった。北斉が建国されると、東平公に降格され、559年（天保10年）5月に殺害された。

## 伝記資料
- 『魏書』巻19下 列伝第7下
- 『北史』巻18 列伝第6
- 魏故侍中驃騎大将軍儀同三司尚書令徐州刺史太保東平王元君墓誌銘（元略墓誌）